# Леонс Жевуський
Леонс Жевуський (також Леон; пол. Leons Rzewuski), гербу Кривда (*13 квітня 1808, Відень — †21 жовтня 1869, Краків) — маґнат-латифундист, письменник, християнсько-громадський публіцист, пропагандист соціалістичних ідей.

## Життєпис
Походив з впливової родини Жевуських. Син Вацлава «Еміра» Жевуського — відомого мандрівника та орієнталіста, та його дружини Розалії (Александри Фрацишки) Любомирської. Разом зі старшим братом Станіславом виховувався гувернером під наглядом матері у Відні, в 1822-25 роках — в приватному пансіонаті Парижу.
Спочатку був на службі у польській армії на службі Царства Польського (Російська імперія). Тут став капітаном артилерії польської армії.
В подальшому отримав звання камергера Австрійської імперії з огляду на те, що більшість володінь Жевуських, знаходилися на територіях, які отримала Австрія після розподілу Речі Посполитої.
Більшість свого життя прожив у своїх маєтках на Поділлі та Галичині. На відміну від попередників, не втручався у політичні та державні справи; зокрема, не був присутнім на засіданнях Галицького станового сейму в 1840-х роках під час обговорень реформи суспільних стосунків. Тоді багато часу тратив на організацію кінних перегонів у Львові, видав брошуру «Słowo o koniach» (Львів, 1846), приймав художника Юліуша Коссака в резиденції у Підгірцях. З 15 квітня 1848 року частково його коштом почала виходити газета «Postęp» («Поступ»), редакторами якої були Кароль Відман, Ян Захаріясевич. В ній, зокрема, він стверджував про необхідність порозуміння з «русинами» (українцями).
Л. Жевуський намагався поліпшити фінансовий стан родини. Для цього став розводити тонкорунних овець, перебудував корчму на пивоварний завод. За результатами своєї діяльності друкував статті у відповідних газетах та журналах. Втім, змушений був продати частину своїх володінь для відновлення фінансового стану. У 1864 чи 1865 році продав маєток у Підгірцях князю Володиславу Сангушку.
Помер у Кракові 21 жовтня 1869 року, був похований у крипті костелу капуцинів міста.

## Галерея

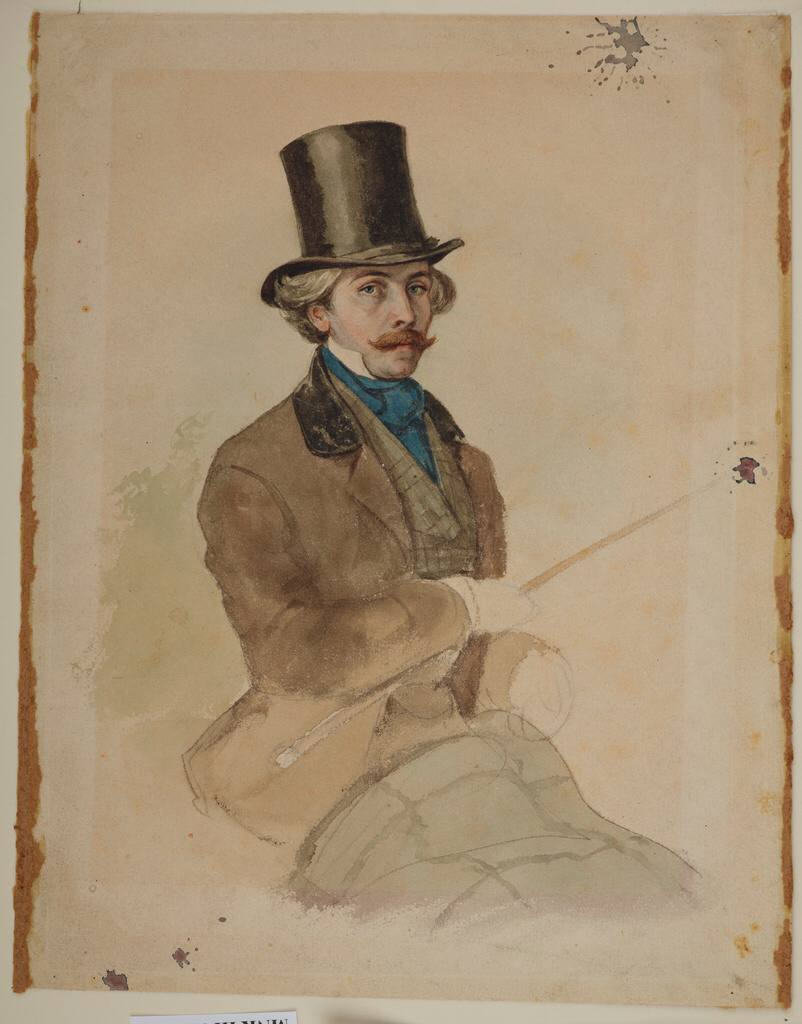
Портрет Леона Жевуського роботи Юліуша Коссака

## Сім'я
Дружина — Тайда Малаховська, шлюб — 1850 року дітей не мали.